# Time de futebol do Texas Longhorns em 2005
O Time de futebol do Texas Longhorns em 2005, representou a Universidade do Texas, na Big 12 Conference.